# Trochalus kilimanus
Trochalus kilimanus är en skalbaggsart som beskrevs av Hermann Julius Kolbe 1910. Trochalus kilimanus ingår i släktet Trochalus och familjen Melolonthidae. Inga underarter finns listade i Catalogue of Life.